# Ingvar Fredrik Håkansson
Ingvar Fredrik Håkansson, född 1921 i England, död 9 juli 1944, var en svensk stridsflygare i RAF.
Håkansson flyttade i femårsåldern med sina föräldrar från England till Sverige där de senare bosatte sig i Göteborg. 1939 tog han en lärlingsplats som maskinelev vid ett av Transatlantics fartyg. När Norge och Danmark ockuperades 1940 av Tyskland var han i USA. Han beslöt sig för att mönstra av fartyget och ansluta sig till sin mors hemlands väpnade styrkor för att slåss mot Tyskland. Efter en besvärlig konvojresa över Atlanten till England sökte han upp ett rekryteringskontor för RAF. Eftersom han kom från ett neutralt land och inte var brittisk medborgare nekades han plats.
Under sommaren 1941 då bristen på brittiska piloter var stor öppnades möjligheten för honom att bli antagen till RAF. Han genomgick flygutbildning i England och Kanada. Sommaren 1943 var han färdigutbildad och placerades i 165 divisionen där man flög Spitfire IX. Vid en landning 20 januari 1944 kolliderade hans flygplan med Eric Hamilton Francis Spitfire, Håkansson blev lättare skadad medan Francis omkom. Efter sjukperioden förflyttades han till 610:e divisionen där hans enhet eskorterade amerikanska bombflygplan in över det ockuperade Frankrike. När Tyskland angrep England med V-1 långdistansrobotar fick divisionen även arbetsuppgiften att försöka förstöra dem. På förmiddagen 9 juli 1944 lyckades han förstöra två V-1:or. När han attackerade en tredje senare samma dag tvingades han hoppa fallskärm över havet utanför Dungeness. Trots att sjöräddningsflygplan letade efter honom hittade de inga spår, troligen drunknade han. I Surrey är hans namn uppfört i Runnymede Memorial.